# فضای اپیدورال
فضای اپیدورال یک فضای آناتومیک است که در خارجی‌ترین قسمت کانال نخاعی قرار دارد. این فضا در انسان از لنف، ریشه اعصاب نخاعی، بافت همبند سست، شریان‌های کوچک و شبکه‌ای از عروق داخلی ناحیه کمری تشکیل شده است. خارجی‌ترین لایه در این فضاسخت شامه می‌باشد. (با گذر این لایه وارد فضای اسپاینال می‌شویم).

## در انسان
حد بالایی فضای اپیدورال سوراخ پس سری بوده که در آن ستون فقرات به قاعده جمجمه متصل می‌شود و حد پایینی آن هم استخوان خاجی می‌باشد.
این فضا در قسمت سر دارای فضای بالقوه بزرگی است، در موارد نادر پاره شدن یک شریان باعث خونریزی در این فضا و تشکیل هماتوم شده که به آن هماتوم ایپدورال گفته می‌شود.
همچنین فضایی بالقوه بین سخت شامه (دورا) و لایه عنکبوتیه (آراکنویید) قرار دارد که به آن ساب دورا (subdural) گفته می‌شود که ممکن است در این فضا نیز خونریزی اتفاق بیفتد

## در سایر پستانداران
در سایر پستانداران بین کانال اسپاینال و محتویات آن و انسان تشابه وجود دارد. اگرچه بسیاری از گونه به دلیل وجود دم فضای اپیدورال بزرگتر و طولانی تری دارند.